# Berezîna (Hlîbociîțea), Jîtomîr
Berezîna (în ucraineană Березина) este un sat în comuna Hlîbociîțea din raionul Jîtomîr, regiunea Jîtomîr, Ucraina.
Localitatea face parte din regiunea istorică Volânia, iar după tratatul de pace de la Riga din 1921 a devenit parte a Uniunii Sovietice.

## Demografie
Componența lingvistică a localității Berezîna
     Ucraineană (97,45%)
     Rusă (2,36%)
Conform recensământului din 2001, majoritatea populației localității Berezîna era vorbitoare de ucraineană (97,45%), existând în minoritate și vorbitori de rusă (2,36%).